# Muziekdownload
Een muziekdownload is de overdracht van een bestand met muzikale inhoud naar een computer. Met deze term kunnen zowel legaal betaalde downloads bedoeld worden als het downloaden van auteursrechtelijk beschermd materiaal waarbij er geen toestemming van de rechthebbende is en er niet voor betaald is.

## Achtergrondinformatie
Populaire voorbeelden van plaatsten waar men legaal muziek kan aanschaffen zijn onder andere de iTunes Store, Zune Marketplace, Amazon MP3 en eMusic. Betaalde downloads kunnen gecodeerd zijn met Digital Rights Management wat het maken van extra kopieën of het afspelen van het gekochte materiaal op bepaalde audiospelers verhindert.
De verkoop van gedownloade muziek besloeg in 2006 zo'n twee miljard dollar (1,3 miljard euro). Dit wordt mogelijk gemaakt door vijfhonderd webwinkels uit veertig landen, waarmee het ongeveer 10% van de wereldwijde muziekmarkt beslaat. In 2006 werden er een geschatte vijf miljard aan nummers uitgewisseld op peer-to-peer-websites, in tegenstelling tot 509 miljoen legale aankopen.
De opkomst van de muziekdownload en de daaraan gekoppelde verminderde verkoop van cd's heeft de platenlabels aan het denken gezet. Zo brengt Sony BMG in het Verenigd Koninkrijk singles alleen uit als download. Het zonder fysiek medium aanbieden van muziek is minder kostendragend en verlaagt voor artiesten de stap om sneller en gemakkelijker muziek uit te brengen.

## Gratis aanbieden van muziek
Er is een trend zichtbaar waarbij artiesten muziek gratis op het internet aanbieden. Hierbij gaat het om artiesten die nog moeten doorbreken en daarvoor websites als Myspace gebruiken. Andere artiesten bieden nummers gratis aan om tegen hun platenlabel in te gaan. In 2005 bracht Nine Inch Nails het studioalbum With Teeth, voor de fysieke release, uit op Myspace en in 2008 werd het hele album Year Zero in zowel mp3 als flac vrijgegeven. Radiohead besloot dat de klant zelf mocht kiezen hoeveel hij voor het album In Rainbows wilde betalen. Kopers konden de prijs zelf invullen, waardoor het album ook gratis aangeschaft kon worden.
In september 2014 besloot Apple om alle mensen die betaald muziek downloaden via iTunes gratis het nieuwe album van U2 cadeau te geven. De gratis muziekdownload viel niet bij iedereen in goede aarde: alle klanten van Apple kregen automatisch het album in hun muziekbibliotheek. Veel mensen vonden het een verkapte vorm van spam en tekenden protest aan.

## Problemen
In 2007 besloot Universal Music Group het contract met iTunes niet te vernieuwen uit onvrede over de prijs. Het label was het oneens met de standaard prijs van negenennegentig cent per nummer en wilde meer invloed hebben bij het vaststellen ervan.

## Hitlijsten
In Nederland worden muziekdownloads sinds 2003 meegewogen bij het samenstellen van de Nederlandse Top 40. De Single Top 100 bestaat uit de verkoop van legaal verkochte fysieke en download-releases, alleen zonder de airplay, die de Top 40 ook in de weging meeneemt. Ook bestaat er een Download Top 50. Ook de publieke hitlijst, de Mega Top 30 op NPO 3FM, woog airplaygegevens, streamingsdiensten en muziekdownloads mee. Deze hitlijst werd op 2 september 2022 voor het laatst uitgezonden. De sinds januari 2019 bestaande 538 Top 50 weegt airplay, streaming via JUKE, Spotify en YouTube mee.
Vanaf 2003 werden legale muziekdownloads opgenomen in de hitlijstcatalogus van de Amerikaanse Billboard door de oprichting van de Hot Digital Tracks, maar pas vanaf februari 2005 werd de verkoop van muziekdownloads een onderdeel van andere lijsten, waaronder de Billboard Hot 100, de belangrijkste hitlijst van het land. Het jaar daarvoor had de Hot 100 grote gelijkenissen met de Hot 100 airplay vanwege de kleine invloed van het verkoop van fysieke cd-singles. De toevoeging van muziekdownloads in de weging zorgde ervoor dat veel nummers hoger piekten, ondanks het gebrek aan airplay. Ook werd tegelijk de Digital Songs-lijst opgericht.
Op 1 september 2004 werd de UK Official Download Chart opgericht en bevatte elke Permanent Digital Download, waarbij het ging om nummers met een lengte onder de tien minuten en die voor minimaal veertig pence werden verkocht. In januari 2005 werd er meer download dan fysiek verkocht, waardoor de Official UK Charts Company besloot vanaf 17 april 2005 muziekdownloads mee te nemen als factor bij het samenstellen van de UK Singles Chart op de voorwaarde dat de fysieke release tegelijk of eerder dan de download-release plaatsvindt. Op 1 januari 2007 werd deze regel geschrapt, waarbij alle legale muziekdownloads worden meegenomen. Een voorbeeld van een nummer dat hiervan profiteerde is Chasing Cars van Snow Patrol, dat, nadat het de lijst had verlaten, de Singles Chart opnieuw binnenkwam op basis van muziekdownloads en het succes van de eerdere run net niet evenaarde. Tegenwoordig worden nummers eerst als download en enkele weken later fysiek uitgebracht.
In het Verenigd Koninkrijk worden muziekstreams sinds juli 2014 meegeteld in het toekennen van platina, gouden en zilveren platen. Voor elke 100 keer dat een liedje minstens 20 seconden wordt beluisterd wordt een verkoop gerekend. Daarnaast worden muziekstreams (naast downloads) ook meegeteld in het bepalen van de hitlijsten.